# يعقوب اليوحة
يعقوب محمد اليوحة (مواليد 31 يناير 1993) الكويت متخصص في سباق الحواجز العالية. مثّل بلاده في بطولة العالم 2017 ووصل إلى الدور نصف النهائي. حصل على الميداليات الفضية في بطولة آسيا 2014-2017.
أفضل رقم شخصي له في سباق 110 متر حواجز هو 13.35 في الدوحة في عام 2019. وهو أفضل رقم في تاريخ الكويت. وحصل يعقوب على ذهبية 100 متر حواجز في البطولة العربية الـ22 للألعاب القوى.